# Kuapnit-Balinsasayaw-Nationalpark
Der Kuapnit-Balinsasayaw-Nationalpark liegt in der Provinz Leyte auf der Insel Leyte in den Philippinen. Der Nationalpark wurde am 16. April 1937 auf einer Fläche von 364 Hektar in der Component City Baybay City und der Großraumgemeinde Abuyog etabliert. Der Nationalpark liegt ca. 60 Kilometer südlich von Tacloban City und kann über den Maharlika Highway erreicht werden.
Das Gebiet des Nationalparks liegt im Anonang-Lobi Gebirge das bis auf 1.346 Meter über dem Meeresspiegel am Mount Lobi aufragt. Der Mount Maganjan erreicht noch 754 m und ist der bekannteste Gipfel im Nationalpark.